# Elocation
Elocation es el segundo álbum de estudio de la banda canadiense Default. Fue lanzado el 25 de noviembre de 2003. El álbum tuvo tres sencillos, incluyendo la canción "(Taking My) Life Away", que se emitió en la estación de radio llamado Muzak's Power Rock. Este álbum no pudo igualar el éxito de su debut, pero es el segundo álbum de mayor éxito comercial de la banda siendo disco de oro en Canadá. La pista final, "Let You Down", también apareció en su álbum anterior.
El álbum fue producido por Butch Walker y el vocalista de Nickelback, Chad Kroeger y contiene un cover de la canción "Cruel", de Jeff Buckley.

## Lista de canciones
1. "Who Followed Who?" – 3:24
2. "(Taking My) Life Away" – 4:12
3. "Movin' On" – 3:31
4. "Throw It All Away" – 3:29
5. "Cruel" – 4:39 (Jeff Buckley, Gary Lucas)
6. "Made to Lie" – 3:15
7. "Crossing the Line" – 2:35
8. "Without You" – 3:40
9. "Break Down Doors" – 3:03
10. "Enough" – 3:38
11. "All She Wrote" – 4:00
12. "Alone" – 3:23
13. "Let You Down (Acoustic)" – 3:29

Bonus tracks
1. "Cruel (Acoustic)" - 4:25
2. "(Taking My) Life Away" (Acoustic) - 4:10

## Posicionamiento en lista
| Lista (2003)                        | Posiciones |
| ----------------------------------- | ---------- |
| Estados Unidos (Billboard 200)      | 105        |
| Estados Unidos (Independent Albums) | 3          |

| País   | Certificaciones | Ventas  |
| ------ | --------------- | ------- |
| Canada | Gold            | 40 000+ |

| Año  | Sencillo                | Lista                         | Posición |
| ---- | ----------------------- | ----------------------------- | -------- |
| 2003 | "(Taking My) Life Away" | US Hot Mainstream Rock Tracks | 25       |
| 2003 | "(Taking My) Life Away" | US Hot Adult Top 40 Tracks    | 30       |
| 2004 | "Throw It All Away"     | US Hot Mainstream Rock Tracks | 30       |
| 2004 | "All She Wrote"         | US Hot Adult Top 40 Tracks    | 39       |

## Personal
Default
- Dallas Smith - Voz principal
- Jeremy Hora: Guitarra
- David Benedict: Bajo eléctrico
- Danny Craig: Batería, Percusión